# Evijärvi
Evijärvi este o comună din Finlanda.